# Przemysław Wiśniewski
Przemysław Wiśniewski (Zabrze, Polonia, 27 de julio de 1998) es un futbolista polaco que juega como defensa en el Spezia Calcio de la Serie B de Italia.

## Trayectoria
Procede de las filas juveniles del Górnik Zabrze.

## Estadísticas

### Clubes
Actualizado al último partido disputado el 11 de junio de 2022.
| Club                       | Div.          | Temporada     | Liga  | Liga  | Copas nacionales | Copas nacionales | Copas internacionales | Copas internacionales | Total | Total |
| Club                       | Div.          | Temporada     | Part. | Goles | Part.            | Goles            | Part.                 | Goles                 | Part. | Goles |
| -------------------------- | ------------- | ------------- | ----- | ----- | ---------------- | ---------------- | --------------------- | --------------------- | ----- | ----- |
| Górnik Zabrze II · Polonia | 4.ª           | 2016-17       | 13    | 2     | —                | —                | —                     | —                     | 13    | 2     |
| Górnik Zabrze II · Polonia | 4.ª           | 2017-18       | 17    | 0     | —                | —                | —                     | —                     | 17    | 0     |
| Górnik Zabrze II · Polonia | 4.ª           | 2018-19       | 3     | 1     | —                | —                | —                     | —                     | 3     | 1     |
| Górnik Zabrze II · Polonia | Total club    | Total club    | 33    | 3     | 0                | 0                | 0                     | 0                     | 33    | 3     |
| Górnik Zabrze · Polonia    | 1.ª           | 2018-19       | 25    | 0     | 2                | 0                | 4                     | 0                     | 31    | 0     |
| Górnik Zabrze · Polonia    | 1.ª           | 2019-20       | 35    | 1     | 2                | 1                | —                     | —                     | 37    | 2     |
| Górnik Zabrze · Polonia    | 1.ª           | 2020-21       | 29    | 1     | 3                | 1                | —                     | —                     | 32    | 1     |
| Górnik Zabrze · Polonia    | 1.ª           | 2021-22       | 33    | 0     | 3                | 0                | —                     | —                     | 36    | 0     |
| Górnik Zabrze · Polonia    | Total club    | Total club    | 122   | 2     | 10               | 2                | 4                     | 0                     | 136   | 4     |
| Venezia F. C. · Italia     | 2.ª           | 2022-23       | 19    | 0     | 1                | 0                | —                     | —                     | 20    | 0     |
| Venezia F. C. · Italia     | Total club    | Total club    | 19    | 0     | 1                | 0                | 0                     | 0                     | 20    | 0     |
| Spezia Calcio · Italia     | 1.ª           | 2022-23       | 15    | 1     | —                | —                | —                     | —                     | 15    | 1     |
| Spezia Calcio · Italia     | Total club    | Total club    | 15    | 1     | 0                | 0                | 0                     | 0                     | 15    | 1     |
| Total carrera              | Total carrera | Total carrera | 189   | 6     | 11               | 2                | 4                     | 0                     | 204   | 8     |